# Porcelain and the Tramps
Porcelain and the Tramps – pierwszy projekt solowy amerykańskiej wokalistki Alainy Beaton, znanej także jako Porcelain, grającej alternatywny rock i industrial rock. Porcelain pochodzi z Detroit. Wokalistka zauważona została w nowojorskim hotelu przez managera Marvina Howela. Miesiąc później wyruszyła do Los Angeles, gdzie zaśpiewała dla wytwórni Virgin Records. Dużo czasu poświęciła pracy i nagrywaniu w studiu razem z Johnem 5, Bobbym Huffefem, Tommym, Lesterem Mendezem, Jimmym Harrym, Billym Stienburgiem, Fernando i wieloma innymi osobami.
W obecnej chwili wokalistka występuje pod pseudonimem Porcelain Black, ponieważ poprzednia nazwa sugerowała, że Porcelain and the Tramps to zespół. Zerwała współpracę z wytwórnią Virgin Records, która nie akceptowała muzyki tworzonej wówczas przez Porcelain. Pod koniec 2009 podpisała umowę z Universal Republic, z którą współpracuje do dziś.

## Dyskografia

### Albumy
- Porcelain and the Tramps (2007)